# خلاستاوا
خلاستاوا (به لهستانی:  Chlastawa) یک روستا در لهستان است که در گمینا زبانشنک واقع شده‌است.